# Boiótia
Boiótia (latinul: Beotia, innen német közvetítéssel régi magyar néven: Beócia, újgörögül: Viotia) a mai Görögország egyik prefektúrája. A Boiótia (Βοιωτία) név valószínűleg a βους ("bika") és ώτα ("fülek"), azaz a régió neve "Bikafülek"-et jelent.

## Földrajza
Körülbelül 2580 km²-nyi területű tartomány (a 16. legnagyobb prefektúra), amelyet északról az Opuszi Lokrisz, keletről az Euboiai-öböl, valamint a Khalkisz és Aulisz között elhúzódó Euripusz-csatorna, délen Attika, Megarisz és a Korinthoszi-öböl, nyugaton Phókisz tartománya határolnak. A tartomány nagy része síkság, amelyet alacsony hegyláncok vesznek körül: délen a Kithairón, délnyugaton a Helikon hegység, északnyugaton a Hedüleion és az opuszi magaslatok déli kiágazásai. A Helikon hegység keleti kiágazásai, a Phikion (ma Fagász, 560 m), Ptoon (ma Palagia, 726 m), s ezektől délebbre valamivel a Hypatos (ma Szagmata, 749 m) és Messzapion (ma Khtüpax 1025 m) hegyei a tartomány belsejét két részre osztják, egy a két tenger felé nyíltabb keleti és egy körülzártabb nyugati részre, melyeket a Haliartosz és Onkhesztosz közt lévő nyílás köt egymással össze. Magát a hosszúkás keleti részt hosszában dombláncolat szeli át, melynek az Euboiai-öböl felé eső magaslatait Teumesszosznak (ma Szorosz, 614 m) nevezték. A tartomány vizei közül megemlítendők a dombláncolat déli lejtőjén eredő és már Attikában Oróposz közelében az Euboiai-öbölbe torkolló Aszóposz (ma Aszp vagy Vurieni), a Kithairón északi felén eredő és a Korinthoszi-öbölbe torkolló kis Oeroé, a tartomány nyugati részében az Orkhomenosznál belépő Kephiszosz (Cephisus, ma Mavronari), mely Boiótia mocsaras partvidékű (213 km²-nyi területű) Kópaisz tavába ömlik. Kisebb tavak a Ptoon hegység közelében levő Hüliké (ma Ano-Likeri) és Harma (ma Kato-Likeri). Legjelentősebb települése Thébai (Thebae, ma Thiva) volt, egyéb városai Theszpiai, Tlatea (Plataiai, Plataeae), Tanagra (ma Grimada), Thiszbé (ma Kakószi), Kouoneia, Lebadeia, Khairóneia, Orkhomenosz, Kópai (a Kópaisz tava mellett), Haliartosz, kikötőhelyei Aulisz és Délion, mind az Euripusz mellett.

## Története

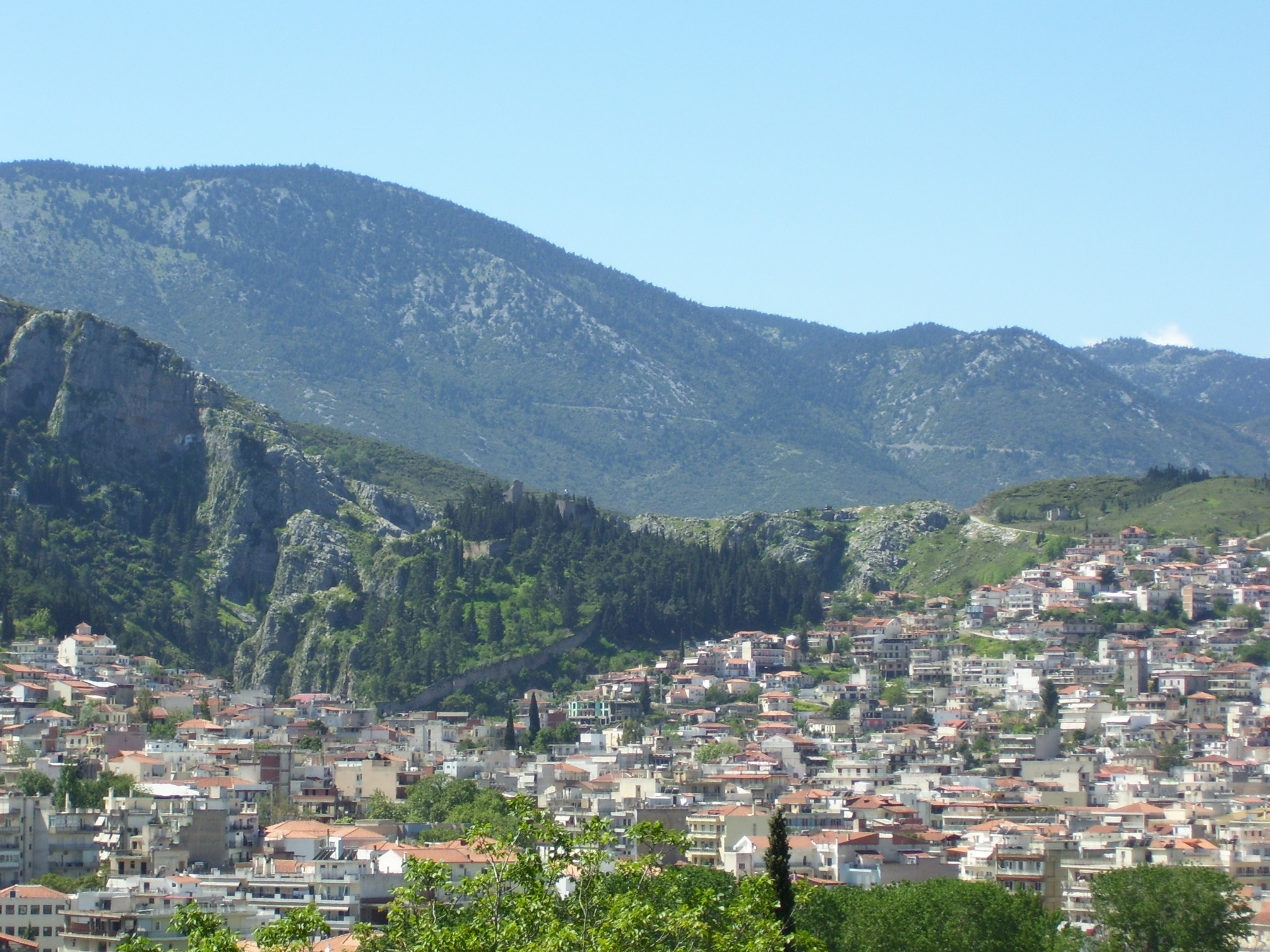
Lividia látképe

Lakosai a boiótok voltak, egy a Délnyugat-Thesszáliából állítólag a trójai háború ideje után bevándorolt aiol néptörzs, mellettük azonban föníciai és trák bevándoroltak is voltak. Őslakókul az ekténeket vagy nekténeket, mint autochtónokat, a hyantokat, aonokat említik. Állattenyésztésük, terrakottaszobrászatuk (Tanagra), kópaiszi angolnakereskedésük igen virágzó volt, lebadeiai jóshelyük az ókori Görögország híres jósdája volt.
Görögország legrégibb városa Graia (Γραία) ("ősi, régi") itt volt megtalálható, ebből származik egyesek szerint a "Greece" és "görög" név, de valószínűbb, hogy az egy itáliai görög gyarmat neve után az etruszkok vagy a rómaiak alkotása. Arisztotelész szerint Graia az özönvíz előttről származik.
Maguk a boiótok I. e. 600-550 körül szövetséggé, ógörög szóval koinonná alakultak, amely közös pénzt vert. Szimbólumuk a két oldalon bemélyedő pajzs volt. A Pamboiótia ünnepén ülték meg szövetségük ünnepét. A szövetséget ún. boiótarkhoszok vezették, akikről azonban csak I. e. 480-ban hallunk először. Mivel a görög–perzsa háborúkban a boiótok, az egy Plataiai kivételével a perzsákkal tartottak, I. e. 479-ben büntetésként nagy valószínűséggel feloszlatták a szövetséget. Csak I. e. 457-ben hallunk róla ismét, amikor Athén 10 évre megszállta Boiótia nagy részét. I. e. 431-ben ismét tudunk boiótarkhoszokról, a boiót államok peloponnészoszi háborúban Spárta pártján álltak. A görög tartományok felett való hegemóniára Epameinóndasz és Pelopidasz alatt – I. e. 371-362 között – tettek szert. Az I. e. 356-352 között zajló ún. szent háború során a boiótok a makedón II. Philipposz oldalán harcoltak Delphoi szövetségeseként Phókisz, Athén és Spárta ellen. Végül a makedón király a boiótiai Khairóneia mellett I. e. 338-ban legyőzte a hellén városok hadait, Thébaiba pedig zsoldosokat telepített. Halála után a város fellázadt a makedón uralom ellen, amit a trónra lépő III. Alexandrosz a város porig rombolásával torolt meg. Boiótia Nagy Sándor birodalmának jelentéktelen részévé vált, majd a hellenisztikus időkben függetlenedett. A szövetség még a római császárkorban is fennállt.
I. u. 395-ben Boiótia a Keletrómai Birodalom része lett, a 13. században pedig az Athéni Hercegséghez tartozott. A 15. századtól az Oszmán Birodalomhoz tartozott, főhelyéről Lividiának nevezték el. 1830 óta a modern Görögország része.